# 宠物狗寄宿
宠物狗寄宿是指對宠物狗的過夜照顧，許多個人或是組織有提供此一服務，例如犬舍、專業的寄宿機構、狗旅館、狗渡假村，有可能在照顧者的家中進行，也有可能在飼主的家中進行。

## 背景
宠物狗寄宿的服務是在飼主因為度假、出差或其他理由，一段時間不在家中時，可以有人照顧宠物狗。宠物狗寄宿機構種類很多，從傳統的犬舍，到更現代化的宠物旅館。也有些人會在社區中找可提供寄宿服務的人。
宠物狗寄宿的概念出現在1990年代初期，從傳統的犬舍衍生而來。在第二次世界大战之前，美國的狗主要是養在戶外，但都巿化的影響，讓越來越多人在室內養狗。在2010年代，人口結構的變化，無子女的成人越來越多，因此對寵物的關注和支出也會提高。
宠物狗寄宿問世之後，此一產業快速的成長。在2022年，宠物狗寄宿市場估計可到67億美元，2023年到2030年的複合年成長率可到8.30%。成長的原因是因為宠物狗寄宿和狗日托的服務越來越受歡迎、飼養寵物的人越來越多、寵物友善的趨勢、寵物支出的增加，這類的趨勢在已開發國家和開發中國家都是如此。

## 種類

### 犬舍
全美國已有超過8500家寵物友善犬舍。這類犬舍可以在飼主不在家時，提供狗狗可以居住的安全環境。傳統的犬舍以育種，生小狗為主，寵物友善犬舍則提供像寵物狗日托、遛狗、训犬和狗美容等服務。
犬舍提供寵物狗臨時的住處，但需要收費，讓飼主可以不用找寵物保姆。許多犬舍提供一對一的遊玩時間，讓狗狗可以有一段在犬舍外遊玩、社交的機會。有些犬舍還允許飼主帶一些狗狗熟悉的東西，像是毯子，玩具等。
若犬舍有提供一些豪華的服務選項，例如按摩、電視、游泳池、專門規劃的注意力和運動計劃、團體遊玩時間，這類的犬舍會通稱為寵物狗旅館。

### 到府照顧
到府照顧寵物狗的服務，是照顧者到飼主家中過夜照顧寵物狗的服務，目前到府照顧的服務中，有80%是要照顧寵物。

### 獸醫診所
有些獸醫診所也提供寵物狗寄宿的服務。有些診所在為寵物開刀之後，為了觀察寵物，也有短期照顧的服務。寵物照顧區域可能是一個獨立的房間，若診所是在都會區以外，也可能有一個完整的，供寵物遊玩、跑步的空間。
不過因為資源的限制，以及管理上的困難，有這類服務的獸醫診所越來越少。